# La patrie se fait tous les jours
La patrie se fait tous les jours (sous-titré Textes français, 1939-1945) est une importante anthologie de textes de la Résistance intellectuelle française publiée par Jean Paulhan et Dominique Aury aux éditions de Minuit en février 1947.

## Le Prière d'insérer
- « Dominique Aury a recueilli, Jean Paulhan a préfacé, ou Jean Paulhan a recueilli et Dominique Aury a surveillé. L'on ne saura jamais rien. Mais ensemble, ils ont fait l'anthologie la plus significative d'une époque sans littérature, d'une poésie que l'on chantait, parce qu'ils ont retrouvé le mouvement et le sens d'une aventure collective qui a fait bouger tout notre savoir.
- Dès lors, et avec la plus grande discrétion, ils nous présentent en fait le premier manuel de littérature engagée. Engagée dans ce qui est déjà l'histoire à l'usage des enfants. »

## Sommaire

### Introduction
- Jean Paulhan : Patrie (pour les enfants)

### Prélude
- Georges Duhamel : Appel à l'Imagination (Munich)
- André Frénaud : Sur la mer des Caraïbes
- Georges Duhamel : La victime outragée (Mars 1939)

### I - La drôle de guerre
| - Pierre Jean Jouve : A la France - Jean Schlumberger : Pour saluer l'année nouvelle - André Suarès : Chronique de Caërdal - Ramuz : Page d'un neutre, Défense du sacré - Georges Bernanos : Nous retournons dans la guerre - Jean Giraudoux : Le futur armistice | - François Mauriac : Dans la lumière - Aragon : Enfer-les-Mines, Les Lilas et les Roses, Complainte pour l'orgue de la nouvelle barbarie - Max Jacob : Reportage Juin 40 - André Chamson : Écrit en 40 - Jean Giraudoux : Armistice à Bordeaux - Pierre Jean Jouve : L'homme du 18 juin |

### II - L'Occupation et l'exil
| - Paul Éluard : Liberté - Jacques Decour : Lettre d'Adieu - Loys Masson : Otages fusillés à Chateaubriand - Vercors : La bénédiction du malheur - Pierre Emmanuel : Octobre - Pierre de Lescure : Les Éditions de Minuit - Vercors : Le Silence de la Mer - François Mauriac : Le pari contre Machiavel - Jean Tardieu : O Pays nommé France - Claude Aveline : Résurrection de la France - Paul Éluard : Courage, Chant nazi, Des sept poèmes d'amour en guerre - Elsa Triolet : Yvette - Edith Thomas : Liberté, Tous mes amis sont morts, Mon Pays - Claude Aveline : La Cellule - Guillevic : Chansons I-II, Un tel - Gabriel Audisio : Propos sur la haine | - Jean Cassou : Trois sonnets composés au secret - Louis Martin-Chauffier : Liberté - Pierre Emmanuel : A finibus terrae - Albert Camus : Première lettre à un ami allemand - Jean Wahl : Poèmes de circonstance - Jean-Paul Sartre : Le secret de Jupiter - Julien Benda : Exercice d'un enterré vif - Henri Michaux : La lettre dit aussi - Jean Guéhenno : Dans la prison - Francis Ponge : Détestation, La Métamorphose | - André Malraux : Le camp de Chartres - Claude Morgan : Captivité - Gaston Criel : Captivité - Georges Adam : L'évasion - Henri Calet : Paris en gris - Saint-John Perse : Exil - Jean Amrouche : Manifeste de l'Arche - Jacques Maritain : Une tragédie universelle - Jules Supervielle : Poèmes de la France malheureuse, La Nuit, La France au loin, Le Relai - Jacques Debû-Bridel : L'Angleterre tient - Roger Caillois : Grandeur de l'Angleterre - Louis Roché : Chiromancie - André Gide : La délivrance de Tunis - Jules Roy : Une escadrille au cœur - Jacques Debû-Bridel : L'Angleterre tient - Saint-Exupéry : Le désert - Bernanos : Les peuples d'Europe ont des martyrs |

### III - L'Insurrection
| - Jules Isaac : Les peuples se libèrent un jour - Emmanuel d'Astier : Vendredi, Samedi - Pierre Seghers : Chant funèbre pour de nouveaux héros - Noël Devaulx : Le Pressoir mystique - Maurice Garçon : Les Otages - Jean Tardieu : Oradour - Jean Paulhan : L'Abeille - Paul Éluard : Les Armes de la douleur | - Simone de Beauvoir : La Rafle - Aragon : Auschwitz, Le Conscrit des Cent Villages, La Rose et le Réséda - R. P. Brückberger : La Marseillaise de Claivaux - François Vernet : Fresnes - Charles Vildrac : Lazare - Jean Prévost : Petit Testament - Dominique Aury : Le Départ - Albert Camus : Quatrième lettre à un ami allemand |

### III - La Libération
| - Vercors : Souffrance de mon pays - André Chamson : Écrire en 1944 - Aragon : Chanson du siège de La Rochelle - Claude Aveline : Mieux que des feuilles sur un casque - Jean Cayrol : Cantique du Feu | - Louis Martin-Chauffier : Neuengamme - Paul Éluard : Éternité de ceux que je n'ai pas revus - Jean Guéhenno : Armistice de printemps - Jean-Paul Sartre : La République du Silence |

### Table des matières
- La Table des matières contient en réalité les biographies des auteurs et les références des textes publiés.